# Pitch (série télévisée, 2019)
Pitch est une série télévisée française créée par Baptiste Lecaplain, Xavier Maingon et Florent Bernard. Diffusée en clair sur Canal+ à partir du 17 février 2019, cette série humoristique se compose de deux saisons de 15 épisodes chacune, d'une durée de 3 à 5 minutes. Un making-of en 16 épisodes a également été diffusé sur YouTube.

## Synopsis
Lionel Planche est un jeune producteur de cinéma hyperactif et autoritaire qui souhaite enfin produire son premier long-métrage. Assisté par Chantal, sa secrétaire au dévouement inconditionnel, il multiplie les tentatives pour se faire une place dans le milieu du cinéma, souvent au détriment de la déontologie.

## Distribution
- Baptiste Lecaplain : Lionel Planche
- Jeanne Arènes : Chantal
- Nicolas Marié : Le père de Lionel
- Romain Fleury : Simon
- Stéphane Pezerat : Wilfried
- Christophe Fluder : La mort
- Youssef Hadji : La mort
- Kimberly Zakine : La mort
- Thomas VDB : Germain
- Jean-Baptiste Maunier' : Lui-même
- Lucien Jean-Baptiste : Lui-même
- Lorànt Deutsch : Lui-même
- Julien Courbey : Lui-même
- Bernard Minet : Lui-même
- Axel Lattuada : Le Youtubeur
- Nicolas Berno : Le vampire

## Production
La série est produite par Canal+, avec une diffusion en clair et en streaming sur myCANAL. Elle a été créée à la demande d'Arielle Saracco, directrice de la création originale de Canal+, qui souhaitait un nouveau programme court après le succès de Bref., déjà avec Baptiste Lecaplain. Elle est réalisée par Xavier Maingon et scénarisée par Baptiste Lecaplain, Xavier Maingon et Florent Bernard, dit "FloBer". 
Selon Baptiste Lecaplain, l'inspiration pour le personnage de Lionel Planche provient du rôle de Tom Cruise dans Tonnerre sous les tropiques, et d'un producteur parisien qu'il connaît personnellement.

## Anecdotes
C'est à l'issue de l'écriture de la deuxième saison de Pitch que FloBer et Baptiste Lecaplain décident de finir d'écrire ensemble Voir les gens, le troisième spectacle en solo de l'humoriste.